# Bandera de Curazao

Bandera de Curazao.

Estandarte del Gobernador de Curazao

La Bandera de Curazao es uno de los símbolos de la isla de Curazao. Tras la adopción de la bandera de Aruba, Curazao recibió la aprobación para tener una bandera en 1979. Se presentaron 2.000 diseños a un consejo especial. De una selección de diez, el consejo eligió una el 29 de noviembre de 1982. Finalmente, y tras algunas modificaciones, fue adoptada el 2 de julio de 1984.
La bandera consta de un campo azul con una franja horizontal amarilla algo por debajo del centro de la bandera y dos estrellas blancas de cinco puntas en la parte superior izquierda. La parte azul superior y la inferior representan el cielo y el mar respectivamente. La franja amarilla representa el sol brillante del que goza la isla. Las dos estrellas representan a Curazao (la mayor) y Klein Curazao (la menor), aunque también representan «amor y felicidad». Las cinco puntas de las estrellas representan a los cinco continentes, de donde provienen los habitantes de la isla.
La banda horizontal tiene unas proporciones de 5:1:2. Las estrellas tienen unos diámetros de 1/6 y 2/9 respecto de la altura de la bandera. El centro de la menor se encuentra a una distancia de 1/6 de la altura desde los bordes superior e izquierdo, y en centro de la mayor a 1/3. El azul es Pantone 280, y el amarillo, Pantone 102.